# À la limite du cauchemar
Pour plus de détails, voir Fiche technique et Distribution.
À la limite du cauchemar (titre original : Night Warning, originellement appelé Butcher, Baker, Nightmare Maker) est un film américain d'horreur réalisé par William Asher, sorti aux États-Unis en février 1982.

## Synopsis
Depuis la mort de ses parents, il y a 14 ans de cela, Billy Lynch a été élevé par sa tante sur-protectrice, Cheryl. Alors qu'il projette de partir pour l'université et qu'il commence à fréquenter une fille du coin, Julie, Cheryl craint de le perdre et commence à échafauder des plans pour le garder avec elle pour toujours…

## Fiche technique
- Titre : À la limite du cauchemar
- Titre original : Night Warning, originellement appelé Butcher, Baker, Nightmare Maker
- Réalisation : William Asher
- Scénario : Steve Breimer, Boon Collins, Alan Jay Glueckman
- Production : Steve Breimer, Richard Carrothers, Dennis Hennessy, S2D Associates, Royal American Pictures
- Musique : Bruce Langhorne
- Photographie : Robbie Greenberg, Jan de Bont (non crédité)
- Montage : Ted Nicolaou (en)
- Pays de production : États-Unis
- Langue : anglais
- Genre : horreur
- Durée : 96 minutes
- Date de sortie :
  - États-Unis : juin 1981 (Albuquerque - avant-première) ; 20 novembre 1981 (Salem) ; février 1982 (sortie nationale)

## Distribution
- Jimmy McNichol (en) (VF : Éric Legrand) : Billy Lynch
- Susan Tyrrell (VF : Colette Venhard) : la tante Cheryl Roberts
- Bo Svenson (VF : Jacques Berthier) : le détective Joe Carlson
- Marcia Lewis (en) (VF : Dany Tayarda) : Margie
- Julia Duffy (VF : Céline Monsarrat) : Julia
- Britt Leach (en) (VF : Michel Papineschi) : le sergent Cook
- Steve Eastin (VF : Julien Thomast) : le coach Tom Landers
- Caskey Swaim (en) (VF : Vincent Violette) : Phil Brody
- Cooper Neal (VF : Georges Berthomieu) : Frank
- William Paxton : Eddie
- Gary Baxley (VF : Georges Berthomieu) : Bill Lynch, Sr.
- Bill Keene (en) (VF : Vincent Violette) : le speaker à la radio

## Distinctions
Nominations
- Saturn Award 1982 :
  - Saturn Award du meilleur film à petit budget